# سانغ يونغ كيرون

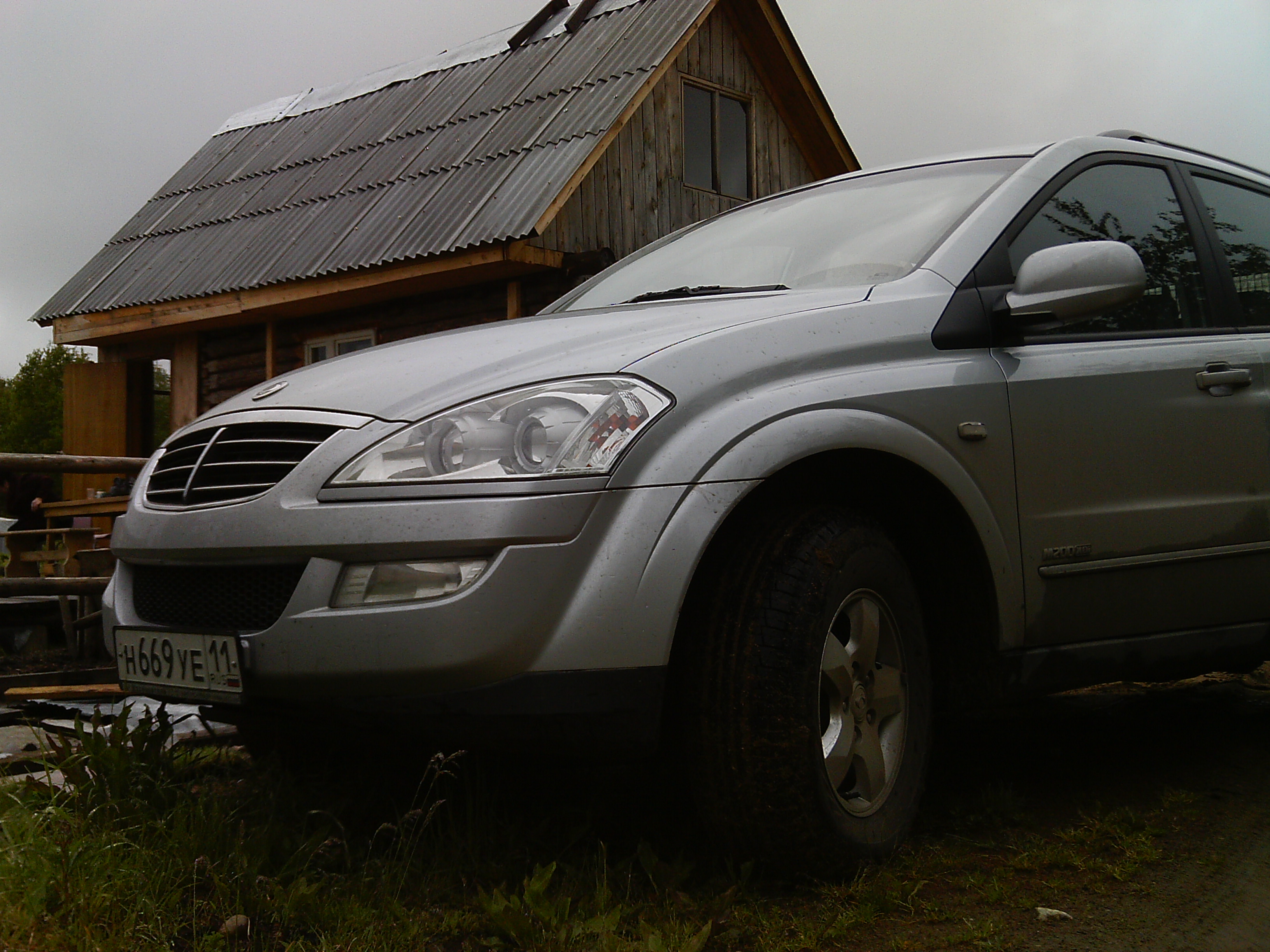

سانغ يونغ كيرون (بالإنجليزية: SsangYong Kyron)‏ اسم لسيارة يتم تصنيعها في كوريا بواسطة شركة سانغ يونغ، وهي من السيارات الرباعية الدفع، وتستوعب خمسة ركاب، وتأتي بمحركات تعمل بوقود الديزل أو البنزين، والمحركات تعود لشركة مرسيدس حيث يوجد اتفاق بين الشركتين يبيح لشركة سانغ يونغ الكورية تركيب محركات مرسيدس الألمانية على سياراتها.

## وصلات خارجية
- الموقع الرسمي